# Tomaru
De Tomaru (Jap. 唐丸) is een langkraairas dat sinds eeuwen in Japan gehouden wordt.

## Oorsprong van naam en ras
De naam is afgeleid van de zwarte vederkleur en betekent "zwarte kraaier", in tegenstelling tot de Japanse "rode kraaier", de totenko. Volgens de overlevering zou de Tomaru ten tijde van de Tangdynastie uit China naar Japan zijn gebracht en daar verder ontwikkeld zijn.

## Kenmerken
Het ras komt alleen in de zwarte kleur voor, met een kevergroene glans. De romp is breed en compact met een volle borstpartij. De loopbenen zijn leiblauw. De kam is enkelvoudig. De oren en het gezicht zijn rood, een melanotische verkleuring in het gezicht is bij de hennen echter toegestaan. De kraai is tweetonig en wordt aan het einde steeds dieper. Hij duurt gemiddeld ongeveer twaalf seconden. De staart is relatief lang en raakt met de punt van de veren vaak de grond, zodat het ras ook wel tot de langstaartrassen gerekend wordt.

## Speciaalclub en erkenning
Voor de Nederlandstalige fokkersgemeenschap houdt de speciaalclub "Optimum Avium Speciaalclub Langstaart- en Langkraaihoenders (OASLL)" zich met het ras bezig. Het ras is in België erkend, in Nederland evenwel niet.